# Love Song (Tesla)
Love Song è una power ballad del gruppo musicale statunitense Tesla, estratta come singolo dal loro secondo album The Great Radio Controversy sul finire del 1989.
Divenne una delle canzoni di maggior successo del gruppo quando il relativo videoclip cominciò ad essere mandato ripetutamente in onda su MTV, permettendo al singolo di raggiungere il decimo posto della Billboard Hot 100 nel gennaio 1990. Il video non include l'introduzione di chitarra classica presente nella versione utilizzata nell'album. Il singolo è stato certificato con il disco d'oro per le vendite dalla RIAA il 10 febbraio 1990.
La canzone è stata inserita alla posizione numero 20 nella classifica delle "25 più grandi power ballad" secondo VH1.

## Tracce
7" Single A|B Geffen GEF 74
1. Love Song (versione ridotta) – 4:03
2. I Ain't Superstitious (cover di Jeff Beck) – 3:12

CD Maxi A|B Geffen 7599 21494 2
1. Love Song – 5:25
2. I Ain't Superstitious (cover di Jeff Beck) – 3:12
3. Run Run Run (cover dei Jo Jo Gunne) – 2:47

## Classifiche
| Classifica (1990)             | Posizione massima |
| ----------------------------- | ----------------- |
| Canada                        | 54                |
| Stati Uniti                   | 10                |
| Stati Uniti (mainstream rock) | 7                 |